# ميريام بريسلر
ميريام بريسلر Mirjam Pressler (ولدت في دارمشتات في 18 يونيو 1940) هي كاتبة روائية ومترجمة ألمانية.

## حياتها
درست ميريام بريسلر في أكاديمية الفنون التشكيلية في فرانكفورت، ثم درست اللغات في ميونخ. عاشت لمدة سنة في إسرائيل. وحين عادت إلى ألمانيا مرة أخرى، عملت في العديد من المهن، ثم اشتركت مع آخرين في افتتاح محل لملابس الجينز.
وقد تزوجت مرة واحدة وانفصلت عن زوجها، وقد أنجبيت منه ثلاث بنات. وقد تفرغت للكتابة والترجمة، وهي تعيش حاليا في ميونخ.

## إنتاجها الأدبي
قامت ميريام بريسلر بترجمة أكثر من 300 كتابا من العبرية والإنجليزية والهولندية إلى اللغة الألمانية، من بينها أعمال لأنتون كوينتانا وأوري أورليف وأموس أوز.

## جوائز حصلت عليها
- 1980: جائزة أولدنبورج لأدب الأطفال والشباب - عن روايتها «الشيكولاتة المرة».
- 1981: جائزة البقرة القارئة (لكتب الأطفال) - وقد حصلت أربع مرات أخرى.
- 1994: جائزة أدب الشباب الألماني - جائزة خاصة في مجال الترجمة
- 1995: جائزة أدب الشباب الألماني - عن روايتها «إذا جاءت السعادة فعلى المرء استقبالها»
- 1998: جائزة فريدريش بوديكر
- 2001: ميدالية كارل تسوكماير
- 2006: وسام الاستحقاق البافاري

## من أعمالها
- الشيكولاته المرة 1980
- خدش ملمع 1981
- فلتتكلم الآن أخيرا 1981 (رواية للأطفال)
- قطط نوفمبر 1982 (رواية للأطفال)
- جوته في الصندوق 1987
- من لا يجرؤ، فهو جبان 1990
- أجمل كلب في العالم 1992
- سبعة وساحرة 1992
- إذا جاءت السعادة فعلى المرء استقبالها 1994
- كان حبا من أجل إسرائيل 2002
- زمن الكلاب النائمة 2003
- السم الوردي 2004

## روابط خارجية
- ميريام بريسلر على موقع IMDb (الإنجليزية)
- ميريام بريسلر على موقع مونزينجر (الألمانية)
- ميريام بريسلر على موقع ميوزك برينز (الإنجليزية)
- ميريام بريسلر على موقع ديسكوغز (الإنجليزية)
- ميريام بريسلر على موقع كينوبويسك (الروسية)